# Roskilde Festivalplads Station
Roskilde Festivalplads Station er et lejlighedsvist benyttet trinbræt beliggende på jernbanestrækningen Lille Syd lige ved Roskilde Dyrskueplads. 
Trinbrættet blev i 1996 oprettet på forslag af Roskilde Festival og anvendes normalt kun i forbindelse med den årlige festival, hvor stationen betjenes af særtog til og fra Roskilde Station 2 gange i timen, og i enkelte tilfælde helt til Københavns Hovedbanegård.
Mens festivalen står på er den almindelige togdrift på Lille Syd reduceret til timedrift for at få plads til særtogene. I 2025 fik trinbrættet udvidede passagerfaciliteter med siddepladser.

## Dyrskuet
Derudover har stationen tidligere fungeret under de tre dage, hvor Roskilde Dyrskue afholdes.[kilde mangler]

## Teknisk
Trinbrættet fremgår ikke af TIB's strækningsinformation, men tillyses midlertidigt ved trafikcirkulærer, eksempelvis i 2017 ved Banedanmarks trafikcirkulære 31/2017 af 18.06.2017, med virkning fra lørdag d. 24. juni 2017 kl. 07.00 til søndag d. 2. juli 2017 kl. 15.00.